# Bì Hữu vương
Bì Hữu Vương (?-455, trị vì 427-455) là vị quốc vương thứ 20 của Bách Tế, một trong Tam Quốc Triều Tiên.
Theo Tam quốc sử ký (Samguk Sagi), ông là con trai cả của quốc vương thứ 19, tức Cửu Nhĩ Tân Vương. Thời gian trị vì của Bì Hữu dựa trên Tam quốc sử ký. Tuy nhiên, dựa trên các sử sách Trung Hoa đương thời, Best (1979) đưa ra mốc thời gian 428 hoặc 429–455.
Bên trong Tam Quốc, Bì Hữu tìm cách củng cố mối quan hệ giữa Bách Tế và Tân La, trao đổi sứ giả cùng lễ vật vào năm 433 và 434. Mặc dù Tân La khi đó nằm dưới sự bảo hộ của Cao Câu Ly, song Tân La và Bách Tế đã liên minh với nhau để cùng chống Cao Câu Ly (La Tế đồng minh, Naje Dongmaeng, Hangul:나제동맹 Hanja: 羅濟同盟). Năm 429, ông cứ sứ thần đến Lưu Tống triều cống, năm sau được hoàng đế Lưu tống cho kế thừa tước hiệu của cha "sứ trì tiết, đô đốc, Bách Tế chư quân sự, Trấn Đông đại tướng quân, Bách Tế Vương". Sau khi Bì Hữu qua đời, tháng 10 năm 455, Cao Câu Ly đã xâm phạm Bách Tế, Tân La đã xuất binh chi viện, nhờ vậy Bách Tế đã chặn đứng đường tiến công của quân địch.